# Irwin (Pennsylvanie)
Pour les articles homonymes, voir Irwin.
Irwin est une municipalité américaine ayant le statut de borough et située dans le comté de Westmoreland en Pennsylvanie. Selon le recensement de 2010, sa population est de 3 973 habitants.
La municipalité s'étend sur 0,84 milles carrés (2,18 km2). Elle est nommée en l'honneur de John Irwin, propriétaire des terres sur lesquelles elle fut fondée.